# ستيف كلينك
ستيف كلينك (بالإنجليزية: Steve Klink)‏ هو عازف جاز وملحن وعازف بيانو أمريكي، ولد في 2 نوفمبر 1977 في دوبوك في الولايات المتحدة.

## وصلات خارجية
- الموقع الرسمي
- ستيف كلينك على موقع ميوزك برينز (الإنجليزية)
- ستيف كلينك على موقع ديسكوغز (الإنجليزية)